# Стара сеоска кућа Горана Живковића
Стара сеоска кућа Горана Живковића је грађевина која је саграђена крајем 19. века. С обзиром да представља значајну историјску грађевину, проглашена је непокретним културним добром Републике Србије. Налази се у Балановцу, под заштитом је Завода за заштиту споменика културе Ниш.

## Историја
Стара сеоска кућа Горана Живковића је објекат мањих димензија правоугаоне основе и угаоним тремом код кога су дрвени стубови оплаћени даскама. Садржи подрум испод једне собе и састоји се од два одељења. Иако се сматра да је ова кућа грађена средином 20. века, подигнута је почетком 20. века. На нижем зиду неједнаке висине озидане каменом се настављају зидови од чатме. Из трема се кроз једна врата улази у просторију са огњиштем, а из ње у собу. Кров куће је на четири воде и још је покривен старим ћерамдама. У централни регистар је уписана 25. децембра 1986. под бројем СК 697, а у регистар Завода за заштиту споменика културе Ниш 25. новембра 1986. под бројем СК 229.